# Lista odcinków serialu Przepis na amerykański sen
Poniżej znajduje się lista odcinków serialu telewizyjnego Przepis na amerykański sen – emitowanego przez amerykańską stację telewizyjną ABC od 4 lutego 2015 roku do 21 lutego 2020 roku. Powstało 6 serii, które łącznie składają się z 116 odcinków. W Polsce serial jest emitowany na kanale Comedy Central.
| Sezon | Sezon | Odcinki | Oryginalna emisja    | Oryginalna emisja | Oryginalna emisja | Oryginalna emisja | Oryginalna emisja |
| Sezon | Sezon | Odcinki | Premiera sezonu      | Finał sezonu      | Premiera sezonu   | Finał sezonu      |                   |
| ----- | ----- | ------- | -------------------- | ----------------- | ----------------- | ----------------- | ----------------- |
|       | 1     | 13      | 4 lutego 2015        | 21 kwietnia 2015  | 24 kwietnia 2017  | 5 czerwca 2017    |                   |
|       | 2     | 22      | 22 września 2015     | 24 maja 2016      | 24 lipca 2017     | 15 lutego 2018    |                   |
|       | 3     | 23      | 11 października 2016 | 16 maja 2017      | 15 lutego 2018    | 2 marca 2018      |                   |
|       | 4     | 19      | 3 października 2017  | 20 marca 2018     | 15 kwietnia 2019  | 26 kwietnia 2019  |                   |
|       | 5     | 22      | 5 października 2018  | 12 kwietnia 2019  | —                 | —                 |                   |
|       | 6     | 15      | 27 września 2019     | 21 lutego 2020    | —                 | —                 |                   |

## Sezon 1 (2015)
| Nr | #  | Tytuł                               | Reżyseria       | Scenariusz                   | Premiera ABC     | Premiera Comedy Central |
| -- | -- | ----------------------------------- | --------------- | ---------------------------- | ---------------- | ----------------------- |
| 1  | 1  | Pilot                               | Lynn Shelton    | Nahnatchka Khan              | 4 lutego 2015    | 24 kwietnia 2017        |
| 2  | 2  | Home Sweet Home-School              | Max Winkler     | Kourtney Kang                | 4 lutego 2015    | 24 kwietnia 2017        |
| 3  | 3  | The Shunning                        | Jake Kasdan     | Nahnatchka Khan              | 10 lutego 2015   | 1 maja 2017             |
| 4  | 4  | Success Perm                        | Gail Mancuso    | Rich Blomquist               | 10 lutego 2015   | 1 maja 2017             |
| 5  | 5  | Persistent Romeo                    | Lynn Shelton    | Sanjay Shah                  | 17 lutego 2015   | 8 maja 2017             |
| 6  | 6  | Fajita Man                          | Matt Sohn       | Matt Kuhn                    | 24 lutego 2015   | 8 maja 2017             |
| 7  | 7  | Showdown at the Golden Saddle       | Lynn Shelton    | Keith Heisler                | 3 marca 2015     | 15 maja 2017            |
| 8  | 8  | Phillip Goldstein                   | Phil Traill     | Jeff Chiang, Eric Ziobrowski | 10 marca 2015    | 15 maja 2017            |
| 9  | 9  | License to Sell                     | Alisa Statman   | Camilla Blackett             | 24 marca 2015    | 22 maja 2017            |
| 10 | 10 | Blind Spot                          | Claire Scanlon  | David Smithyman              | 31 marca 2015    | 22 maja 2017            |
| 11 | 11 | Very Superstitious                  | Alex Hardcastle | Ali Wong                     | 7 kwietnia 2015  | 29 maja 2017            |
| 12 | 12 | Dribbling Tiger, Bounce Pass Dragon | Robert Cohen    | Rich Blomquist               | 14 kwietnia 2015 | 29 maja 2017            |
| 13 | 13 | So Chineez                          | Chris Koch      | Sanjay Shah                  | 21 kwietnia 2015 | 5 czerwca 2017          |

## Sezon 2 (2015-2016)
| Nr | #  | Tytuł                      | Reżyseria         | Scenariusz       | Premiera ABC         | Premiera Comedy Central Family |
| -- | -- | -------------------------- | ----------------- | ---------------- | -------------------- | ------------------------------ |
| 14 | 1  | Family Business Trip       | Lynn Shelton      | Nahnatchka Khan  | 22 września 2015     | 24 lipca 2017                  |
| 15 | 2  | Boy II Man                 | Claire Scanlon    | Matt Kuhn        | 29 września 2015     | 24 lipca 2017                  |
| 16 | 3  | Shaquille O’Neal Motors    | Lynn Shelton      | Keith Heisler    | 6 października 2015  | 31 lipca 2017                  |
| 17 | 4  | The Fall Ball              | Tristram Shapeero | Jeff Chiang      | 13 października 2015 | 31 lipca 2017                  |
| 18 | 5  | Miracle on Dead Street     | Bill Purple       | Eric Ziobrowski  | 27 października 2015 | 1 lutego 2018                  |
| 19 | 6  | Good Morning Orlando       | Phil Traill       | Camilla Blackett | 3 listopada 2015     | 2 lutego 2018                  |
| 20 | 7  | The Big 1-2                | Lynn Shelton      | Rachna Fruchbom  | 10 listopada 2015    | 2 lutego 2018                  |
| 21 | 8  | Huangsgiving               | Gail Mancuso      | David Smithyman  | 17 listopada 2015    | 5 lutego 2018                  |
| 22 | 9  | We Done Son                | Bill Purple       | Ali Wong         | 1 grudnia 2015       | 5 lutego 2018                  |
| 23 | 10 | The Real Santa             | Henry Chen        | Kourtney Kang    | 8 grudnia 2015       | 6 lutego 2018                  |
| 24 | 11 | Year of the Rat            | Ken Whittingham   | Sheng Wang       | 2 lutego 2016        | 6 lutego 2018                  |
| 25 | 12 | Love and Loopholes         | Phil Traill       | Jeff Chiang      | 9 lutego 2016        | 7 lutego 2018                  |
| 26 | 13 | Phil's Phaves              | Alisa Statman     | Rich Blomquist   | 16 lutego 2016       | 7 lutego 2018                  |
| 27 | 14 | Michael Chang Fever        | Bill Purple       | Sanjay Shah      | 23 lutego 2016       | 8 lutego 2018                  |
| 28 | 15 | Keep 'Em Separated         | Jude Weng         | Matt Kuhn        | 8 marca 2016         | 8 lutego 2018                  |
| 29 | 16 | Tight Two                  | Lynn Shelton      | Keith Heisler    | 15 marca 2016        | 9 lutego 2018                  |
| 30 | 17 | Doing It Right             | Christine Gernon  | Eric Ziobrowski  | 22 marca 2016        | 9 lutego 2018                  |
| 31 | 18 | Week in Review             | Claire Scanlon    | Kourtney Kang    | 29 marca 2016        | 12 lutego 2018                 |
| 32 | 19 | Jessica Place              | Sean Kavanagh     | Abbey Caldwell   | 5 kwietnia 2016      | 12 lutego 2018                 |
| 33 | 20 | Hi, My Name Is...          | Bill Purple       | Rachna Fruchbom  | 26 kwietnia 2016     | 13 lutego 2018                 |
| 34 | 21 | Rent Day                   | Jude Wang         | Camilla Blackett | 3 maja 2016          | 13 lutego 2018                 |
| 35 | 22 | Gotta Be Me                | Ken Whittingham   | David Smithyman  | 10 maja 2016         | 14 lutego 2018                 |
| 36 | 23 | The Manchurian Dinner Date | Nahnatchka Khan   | Rich Blomquist   | 17 maja 2016         | 14 lutego 2018                 |
| 37 | 24 | Bring the Pain             | Bill Purple       | Sanjay Shah      | 24 maja 2016         | 15 lutego 2018                 |

## Sezon 3 (2016-2017)
| Nr | #  | Tytuł                        | Reżyseria       | Scenariusz                  | Premiera ABC         | Premiera Comedy Central Family |
| -- | -- | ---------------------------- | --------------- | --------------------------- | -------------------- | ------------------------------ |
| 38 | 1  | Coming from America          | Nahnatchka Khan | Nahnatchka Khan             | 11 października 2016 | 15 lutego 2018                 |
| 39 | 2  | Breaking Chains              | Jude Weng       | Kourtney Kang               | 18 października 2016 | 16 lutego 2018                 |
| 40 | 3  | Louisween                    | Lynn Shelton    | Matt Kuhn                   | 25 października 2016 | 16 lutego 2018                 |
| 41 | 4  | Citizen Jessica              | Claire Scanlon  | Sanjay Shah                 | 1 listopada 2016     | 19 lutego 2018                 |
| 42 | 5  | No Thanks-giving             | Alisa Statman   | Keith Heisler               | 15 listopada 2016    | 19 lutego 2018                 |
| 43 | 6  | WWJD: What Would Jessica Do? | Matt Sohn       | Laura McCreary              | 29 listopada 2016    | 20 lutego 2018                 |
| 44 | 7  | The Taming of the Dads       | Sean Kavanaugh  | Rich Blomquist              | 6 grudnia 2016       | 20 lutego 2018                 |
| 45 | 8  | Where are the Giggles?       | Chris Koch      | Jeff Chiang                 | 13 grudnia 2016      | 21 lutego 2018                 |
| 46 | 9  | How to Be An American        | Chris Koch      | Camilla Blackett            | 3 stycznia 2017      | 21 lutego 2018                 |
| 47 | 10 | The Best of Orlando          | Phil Traill     | Eric Ziobrowski             | 17 stycznia 2017     | 22 lutego 2018                 |
| 48 | 11 | Clean Slate                  | Bill Purple     | David Smithyman             | 18 stycznia 2017     | 22 lutego 2018                 |
| 49 | 12 | Sisters Without Subtext      | Jude Weng       | Rachna Fruchbom             | 7 lutego 2017        | 23 lutego 2018                 |
| 50 | 13 | Neighbors with Attitude      | Bill Purple     | Abbey Caldwell              | 14 lutego 2017       | 23 lutego 2018                 |
| 51 | 14 | The Gloves Are Off           | Fred Savage     | Sheng Wang                  | 21 lutego 2017       | 26 lutego 2018                 |
| 52 | 15 | Living While Eddie           | Jeffrey Walker  | Rich Blomquist              | 28 lutego 2017       | 26 lutego 2018                 |
| 53 | 16 | Gabby Goose                  | Alisa Statman   | Jeff Chiang                 | 7 marca 2017         | 27 lutego 2018                 |
| 54 | 17 | The Flush                    | Kevin Bray      | Keith Heisler               | 14 marca 2017        | 27 lutego 2018                 |
| 55 | 18 | Time to Get Ill              | Chris Addison   | Eric Ziobrowski             | 4 kwietnia 2017      | 28 lutego 2018                 |
| 56 | 19 | Driving Miss Jenny           | Geeta Patel     | Laura McCreary              | 11 kwietnia 2017     | 28 lutego 2018                 |
| 57 | 20 | The Masters                  | Phil Traill     | Rachna Fruchbom             | 18 kwietnia 2017     | 1 marca 2018                   |
| 58 | 21 | Pie vs. Cake                 | Nisha Ganatra   | Daniel Carter, Jeff Chlebus | 2 maja 2017          | 1 marca 2018                   |
| 59 | 22 | This Is Us                   | Claire Scanlon  | Sanjay Shah                 | 9 maja 2017          | 2 marca 2018                   |
| 60 | 23 | This Isn't Us                | Bill Purple     | Matt Kuhn                   | 16 maja 2017         | 2 marca 2018                   |

## Sezon 4 (2017-2018)
| Nr | #  | Tytuł                               | Reżyseria         | Scenariusz            | Premiera ABC         | Premiera Comedy Central |
| -- | -- | ----------------------------------- | ----------------- | --------------------- | -------------------- | ----------------------- |
| 61 | 1  | B as in Best Friends                | Bill Purple       | David Smithyman       | 3 października 2017  | 15 kwietnia 2019        |
| 62 | 2  | First Day                           | Alisa Statman     | Laura McCreary        | 10 października 2017 | 16 kwietnia 2019        |
| 63 | 3  | Kids                                | Erin O'Malley     | Jeff Chiang           | 17 października 2017 | 16 kwietnia 2019        |
| 64 | 4  | It's a Plastic Pumpkin, Louis Huang | Sanjay Shah       | Alisa Statman         | 24 października 2017 | 17 kwietnia 2019        |
| 65 | 5  | Four Funerals and a Wedding         | Lynn Shelton      | Rachna Fruchbom       | 31 października 2017 | 17 kwietnia 2019        |
| 66 | 6  | A League of Her Own                 | Jay Chandrasekhar | Amelie Gillette       | 7 listopada 2017     | 18 kwietnia 2019        |
| 67 | 7  | The Day After Thanksgiving          | Sean Kavanagh     | Keith Heisler         | 14 listopada 2017    | 18 kwietnia 2019        |
| 68 | 8  | The Vouch                           | Josh Greenbaum    | Eric Ziobrowski       | 21 listopada 2017    | 19 kwietnia 2019        |
| 69 | 9  | Slide Effect                        | Sasie Sealy       | Erica Oyama           | 5 grudnia 2017       | 19 kwietnia 2019        |
| 70 | 10 | Do You Hear What I Hear?            | Sasie Sealy       | Matt Kuhn             | 12 grudnia 2017      | 22 kwietnia 2019        |
| 71 | 11 | Big Baby                            | Jude Weng         | Sheng Wang            | 2 stycznia 2018      | 22 kwietnia 2019        |
| 72 | 12 | Liar Liar                           | Kevin Bray        | Abbey Caldwell        | 9 stycznia 2018      | 23 kwietnia 2019        |
| 73 | 13 | The Car Wash                        | Amy York Rubin    | Cindy Fang            | 16 stycznia 2018     | 23 kwietnia 2019        |
| 74 | 14 | A Man to Share the Night With       | Angela Tortu      | David Smithyman       | 30 stycznia 2018     | 24 kwietnia 2019        |
| 75 | 15 | We Need to Talk About Evan          | Anya Adams        | Josh Kirby, Jon Veles | 30 stycznia 2018     | 24 kwietnia 2019        |
| 76 | 16 | Ride The Tiger                      | Bill Purple       | Jeff Chiang           | 6 lutego 2018        | 25 kwietnia 2019        |
| 77 | 17 | Let Me Go, Bro                      | Erin O'Malley     | Laura McCreary        | 27 lutego 2018       | 25 kwietnia 2019        |
| 78 | 18 | Measure Twice, Cut Once             | Sean Kavanagh     | Keith Heisler         | 13 marca 2018        | 26 kwietnia 2019        |
| 79 | 19 | King in the North                   | Erin O'Malley     | Matt Kuhn             | 20 marca 2018        | 26 kwietnia 2019        |

## Sezon 5 (2018-2019)
| Nr  | #  | Tytuł                              | Reżyseria          | Scenariusz            | Premiera ABC         |
| --- | -- | ---------------------------------- | ------------------ | --------------------- | -------------------- |
| 80  | 1  | Fresh Off the RV                   | Anya Adams         | Matt Kuhn             | 5 października 2018  |
| 81  | 2  | The Hand that Sits the Cradle      | Michael Spiller    | Amelie Gillette       | 12 października 2018 |
| 82  | 3  | Working the 'Ween                  | Jay Chandrasekhar  | Laura McCreary        | 19 października 2018 |
| 83  | 4  | Driver's Eddie                     | Anya Adams         | Keith Heisler         | 2 listopada 2018     |
| 84  | 5  | Mo' Chinese Mo' Problems           | Claire Scanlon     | Jeff Chiang           | 9 listopada 2018     |
| 85  | 6  | Sub Standard                       | Angela Tortu       | Eric Ziobrowski       | 16 listopada 2018    |
| 86  | 7  | Where Have All the Cattlemen Gone? | Josh Greenbaum     | Erica Oyama           | 7 grudnia 2018       |
| 87  | 8  | Cousin Eddie                       | Sean Kavanagh      | Rachna Fruchbom       | 14 grudnia 2018      |
| 88  | 9  | Just the Two of Us                 | Angela Tortu       | Teresa Hsiao          | 4 stycznia 2019      |
| 89  | 10 | You've Got a Girlfriend            | Alisa Statman      | Abbey Caldwell        | 11 stycznia 2019     |
| 90  | 11 | Driver's Eddie 2: Orlando Drift    | Anya Adams         | Josh Kirby, Jon Veles | 18 stycznia 2019     |
| 91  | 12 | Legends of the Fortieth            | Josh Greenbaum     | Eric Ziobrowski       | 25 stycznia 2019     |
| 92  | 13 | Grand-Mahjong                      | Kyle Weber         | Cindy Fang            | 1 lutego 2019        |
| 93  | 14 | Cupid's Crossbow                   | Phil Traill        | Cory Caplan           | 15 lutego 2019       |
| 94  | 15 | Be a Man                           | Alisa Statman      | Laura McCreary        | 22 lutego 2019       |
| 95  | 16 | Trentina                           | Sean Kavanagh      | Jaime Block           | 1 marca 2019         |
| 96  | 17 | These Boots Are Made for Walkin'   | Amy York Rubin     | David Smithyman       | 8 marca 2019         |
| 97  | 18 | Rancho Contento                    | Jude Weng          | Amelie Gillette       | 15 marca 2019        |
| 98  | 19 | Vice Mommy                         | Amy York Rubin     | Erica Oyama           | 22 marca 2019        |
| 99  | 20 | Nerd Watching                      | Kristin Rapinchuck | Keith Heisler         | 29 marca 2019        |
| 100 | 21 | Under the Taipei Sun               | Chris Koch         | Jeff Chiang           | 5 kwietnia 2019      |
| 101 | 22 | No Apology Necessary               | Josh Greenbaum     | Matt Kuhn             | 12 kwietnia 2019     |

## Sezon 6 (2019-2020)
| Nr  | #  | Tytuł                         | Reżyseria          | Scenariusz            | Premiera ABC         |
| --- | -- | ----------------------------- | ------------------ | --------------------- | -------------------- |
| 102 | 1  | Help Unwanted?                | Kourtney Kang      | Cindy Fang            | 27 września 2019     |
| 103 | 2  | College                       | Phil Traill        | Keith Heisler         | 4 października 2019  |
| 104 | 3  | Grandma's Boys                | Sean Kavanagh      | Jeff Chiang           | 11 października 2019 |
| 105 | 4  | S'Mothered                    | Sean Kavanagh      | Emily Cutler          | 18 października 2019 |
| 106 | 5  | Hal-lou-Ween                  | Steven J. Kung     | Josh Kirby, Jon Veles | 25 października 2019 |
| 107 | 6  | Chestnut Gardens              | Kristin Rapinichuk | Cory Caplan           | 1 listopada 2019     |
| 108 | 7  | Practicum?!                   | Angela Tortu       | Aaron Ho              | 15 listopada 2019    |
| 109 | 8  | TMI: Too Much Integrity       | Jay Chandrasekhar  | Samantha Riley        | 22 listopada 2019    |
| 110 | 9  | Lou Wants to Be a Millionaire | Kim Nguyen         | Kyle Lau              | 29 listopada 2019    |
| 111 | 10 | Jessica Town                  | Jay Chandrasekhar  | Samantha Riley        | 13 grudnia 2019      |
| 112 | 11 | A Seat at the Table           | Anya Adams         | Ria Sardana           | 17 stycznia 2020     |
| 113 | 12 | The Magic Motor Inn           | Kristin Rapinchuk  | Rachna Fruchbom       | 24 stycznia 2020     |
| 114 | 13 | Mommy and Me                  | Kyle Weber         | Jamie Block           | 31 stycznia 2020     |
| 115 | 14 | Family Van                    | Anya Adams         | Talia Bernstein       | 21 lutego 2020       |
| 116 | 15 | Commencement                  | Randall Park       | Matt Kuhn             | 21 lutego 2020       |